# Schistocerca ceratiola
Schistocerca ceratiola är en insektsart som beskrevs av Theodore Huntington Hubbell och Francis Walker entomologist  1928. Schistocerca ceratiola ingår i släktet Schistocerca och familjen gräshoppor. Inga underarter finns listade i Catalogue of Life.